# 17460 Mang
17460 Mang este un asteroid din centura principală de asteroizi.

## Descriere
17460 Mang este un asteroid din centura principală de asteroizi. A fost descoperit pe 10 octombrie 1990 la Tautenburg de Lutz Dieter Schmadel și Freimut Börngen. Asteroidul prezintă o orbită caracterizată de o semiaxă mare de 2,26 ua, o excentricitate de 0,12 și o înclinație de 2,3° în raport cu ecliptica.